# Felipe Sarrade
Felipe Sarrade (Latacunga, 1830 - Ibidem, 1878) fue un político ecuatoriano.

## Biografía
Nació en Latacunga en 1830, hijo de don Felipe Filiberto Sarrade y doña Margarita Benites y Manosalvas. Médico de profesión, siendo amigo personal del presidente Gabriel García Moreno, participó en política en las filas del Partido Conservador Ecuatoriano colaborando preparación ideológica del mismo y como orador brillante y en calidad de diputado a la Asamblea Constituyente de 1861 y 1869 tuvo un peso gravitante en la redacción final de las respectivas constituciones. 
En su vida pública desempeñó además la Gobernación de León; la diputación y el senado por la misma provincia y el rectorado del Colegio Vicente León
Su condición de médico prevaleció muchas veces por sobre sus funciones políticas. Siendo gobernador de la Provincia de León, el Dr. Felipe Sarrade atendió al cura Salcedo, cuya vida y acciones habían sido criticadas duramente por los conservadores. "A Baños le hice ir para que convaleciera de dos o tres ataques mortales de que logré salvarle como médico en los meses que sobrevivió después del sermón." En agradecimiento Salcedo le obsequió un bastón
Participó activamente el levantamiento de 1869 junto con Carlos Ordóñez, el general Julio Sáenz, Dr. Ramón Aguirre, el coronel Manuel de Ascázubi, Gregorio del Valle, Roberto Ascázubi, Rafael Carvajal, Nicolás Martínez e Ignacio de Alcázar; para derrocar al presidente Juan Javier Espinosa.
Fiel a sus principios políticos siguió defendiendo los intereses del partido luego de la muerte de García Moreno y en consecuencia, sufrió persecución a manos de Ignacio de Veintimilla y fue encarcelado y puesto en grillos.
Murió en 1878 en Ecuador.

## Matrimonio y descendencia
Casó con doña Noemí Terán Flores con quien procreó 7 hijos de entre los cuales cuatro fueron religiosos (Filiberto, Dolores, Luís Felipe Sarrade Terán y Mariana) y uno abogado y periodista Juan Bautista Sarrade Terán.

## Obras
- Viaje... a la cima del Cotopaxi. [n.p.] Imprenta del Colegio por Manuel Hurtado [1869] 13 p. 21 cm.  (Ecuador). zw G P 93